# کلونی (نیویورک)
کلونی (انگلیسی: Colonie, New York) یک شهرک درشهرستان آلبانی، نیویورک، نیویورک (ایالت), ایالات متحده است. این شهر پرجمعیت‌ترین حومه آلبانی، نیویورک است و سومین شهر بزرگ منطقه در شهرستان آلبانی، نیویورک است که تقریباً ۱۱ درصد از شهرستان را تشکیل می‌دهد. چندین دهکده در داخل شهر وجود دارد. بر اساس سرشماری سال ۲۰۲۰، جمعیت این شهر ۸۵۵۹۰ نفر بوده‌است.